# والریو آسپرومونته
والریو آسپرومونته (ایتالیایی: Valerio Aspromonte؛ زادهٔ ۱۶ مارس ۱۹۸۷) شمشیرباز اهل ایتالیا است.